# Nyaya
Nyaya (Sanskrit: न्यायदर्शनम्, Regel, Methode, Analyse) ist eines der sechs orthodoxen Systeme der indischen Philosophie. Das Nyaya setzt sich vorrangig mit den Themengebieten Epistemologie und Logik auseinander und legte innerhalb dieses Rahmens einige Standards fest, die von den meisten orthodoxen wie nicht-orthodoxen Systemen im philosophischen Diskurs akzeptiert und angewandt wurden. Ein Vertreter des Nyaya wird als Naiyayika bezeichnet.

## Geschichte und Entwicklung
Als Gründer des Nyaya gilt der legendäre Rishi Gautama, der in der Tradition auch unter dem Beinamen "Akshapada" ("Augenfüßler") bekannt ist. Er ist Verfasser der "Nyaya-Sutras", die ca. im 2. Jh. v. Chr. entstanden. 
Das "Nyayabhashya", ein von Vatsyayana Pakshilasvamin (ca. 5. Jh. n. Chr.) verfasster Kommentar zu den "Nyaya-Sutras", enthält erstmals den für die Logik der indischen Philosophie typischen fünfgliedrigen Syllogismus:
These (pratijna): Auf dem Berg ist Feuer.

Begründung (hetu): Weil dort Rauch zu sehen ist.

Beispiel (udaharana): Wo Rauch ist, dort ist Feuer (wie in der Küche, anders als im See).

Anwendung (apanaya): Es ist Rauch auf dem Berg zu sehen.

Schlussfolgerung (nigamana): Also ist auf dem Berg Feuer.

Im 7. Jahrhundert n. Chr. findet mit der "Nyayavarttika", einem Kommentar zum "Nyayabhashya" von Bharadvaja Uddyotakara, eine Neuorientierung hin zum Theismus statt. Im 10. Jahrhundert n. Chr. erlischt das Nyaya in seiner klassischen Form, indem es vollständig im Schwestersystem des Vaisheshika aufgeht. Dieser Schritt wurde von Udayana eingeleitet, der in seinen theistisch ausgerichteten Werken "Atmatattvaviveka" und "Nyayakusumanjali" eine Philosophie der Synthese vertrat, mithilfe derer er beide Systeme mit der Vorstellung eines Gottes ("Ishvara") in Einklang bringen wollte (er versuchte sich in diesem Rahmen auch an einem Gottesbeweis, vor allem als Reaktion gegen die buddhistischen Schulen). Erst im Laufe des 12. Jahrhunderts n. Chr. wurde das System mit dem Aufkommen des "neuen Nyaya" (Sanskrit: navya nyaya) als eigenständige Schule wiederbelebt – eine Entwicklung, die auf Gangesha Upadhyaya, den Verfasser der "Tattvacintamani" ("Wunschsteine der Wahrheit"), zurückgeht.

## Philosophie
Das Nyaya wird traditionell "Debattierwissenschaft" (Sanskrit: tarka vidya) oder auch "Diskussionswissenschaft" (Sanskrit: vada vidya) genannt. Es dreht sich in diesem System alles um eine analytische Herangehensweise an die Erkenntnis und das Wissen, ist dabei aber stets dem Moksha-Gedanken verpflichtet. Der thematische Ansatz besitzt somit eine starke soteriologische Komponente, die über den Anspruch der reinen Wissensgewinnung hinausreicht. Ziel des Nyaya ist es, die zur Befreiung aus dem Wiedergeburtenkreislauf Samsara notwendigen Mittel genauestens zu untersuchen, und zu erörtern, welches Wissen eine Voraussetzung für die Erlösung darstellt. Metaphysik und Ontologie stehen im klassischen Nyaya eher im Hintergrund, da diese Themengebiete bereits vom Schwestersystem des Vaisheshika vollständig abgedeckt werden – dazu gehören die Atomtheorie und das Prinzip von "Adrishta" im Zusammenhang mit der Karmalehre, welche das Nyaya-System allesamt anerkennt.
In seiner Erkenntnistheorie und Logik setzte das Nyaya eigene Maßstäbe, die von den meisten Systemen der indischen Philosophie akzeptiert wurden, insbesondere die Lehre von den "Erkenntnismitteln" (pramanas) und die Lehre der "16 Kategorien (padarthas)". 

### Wissen
Alles Wissen, das zur Befreiung (Sanskrit: apavarga) notwendig ist, setzt vier Bedingungen voraus:
1. Das Subjekt, den "Erkennenden" (pramata),

2. Das Erkenntnisobjekt (prameya), wovon das Nyaya insgesamt zwölf angibt. Das sind im Einzelnen: 
(i) das Selbst (atman)
(ii) der Körper (sharira)
(iii) die Sinne (indriyas)
(iv) die Sinnesobjekte (artha)
(v) der Intellekt (buddhi)
(vi) der Geist (manas)
(vii) Aktivität (pravritti)
(viii) Unzulänglichkeit, Mangel (dosha)
(ix) Wiedergeburt (pretyabhava)
(x) Frucht (phala)
(xi) Leid (duhkha) und
(xii) Erlösung (apavarga)
3. Das Erkennen (pramiti), und 

4. Das Erkenntnismittel (pramana), wovon das Nyaya vier als gültig anerkennt:
(i) Wahrnehmung (pratyaksha)
(ii) Schlussfolgerung (anumana)
(iii) Vergleich (upamana) und
(iv) Verbale Mitteilung (sabda)

### Kategorienlehre
Das Nyaya arbeitete sechzehn Kategorien (padarthas) aus, die die Ermittlung gültigen Wissens im Diskussionsverlauf anhand aufeinander folgender Stufen beschreiben. Sie setzten sich in philosophischen Debatten weitgehend als allgemein akzeptiertes Standardreglement durch. 
1. Erkenntnismittel (pramana)
2. Erkenntnisobjekt (prameya)
3. Zweifel (samsaya)
4. Absicht (prayojana)
5. Beispiel (drstanta)
6. Satz (siddhanta)
7. Glieder einer Schlussfolgerung (avayava)
8. Überlegung (tarka)
9. Sichere Entscheidung (nirnaya)
10. Diskussion (vada)
11. Argumentationsstrategie (jalpa)
12. Kritik (vitanda)
13. Scheinargumente (hetvabhasa)
14. Sinnverdrehungen/Unterstellungen (chala)
15. Irreführende Einwände (jati)
16. Widerlegung/Niederlage (nigrahasthana)

### Vier Arten der Negation
Das Nyaya unterscheidet zwischen vier verschiedenen Formen der Negation. Die Verneinung von Aussagen sei ein Teil der Erkenntnistheorie und wurde von dieser Schule gesondert beschrieben.
1. Apriori-Negation (Beispiel: Die Sonne scheint nicht in der Nacht)
2. Posteriori-Negation
3. Totale Negation (Beispiel: Die Luft hat keine Farbe)
4. Reziproke Negation (Beispiel: Sein und Nichtsein schließen sich gegenseitig aus)